# Марави
Марави — город на Филиппинах, центр провинции Южный Ланао. Расположен на острове Минданао.
Основан в 1639 году. Был центром султаната. Через 100 лет присоединен к Испанским Филиппинам.

## Бои в 2017 году
23 мая 2017 в городе начались столкновения между армией Филиппин и вооруженными исламистскими формированиями. Среди объектов, в которых происходили столкновения были госпиталь и аэропорт. Президент Филиппин Родриго Дутерте объявил чрезвычайное положение в провинции Южный Ланао.
23 октября 2017 Марави был освобождён от исламистов.